# Diabla Kopa

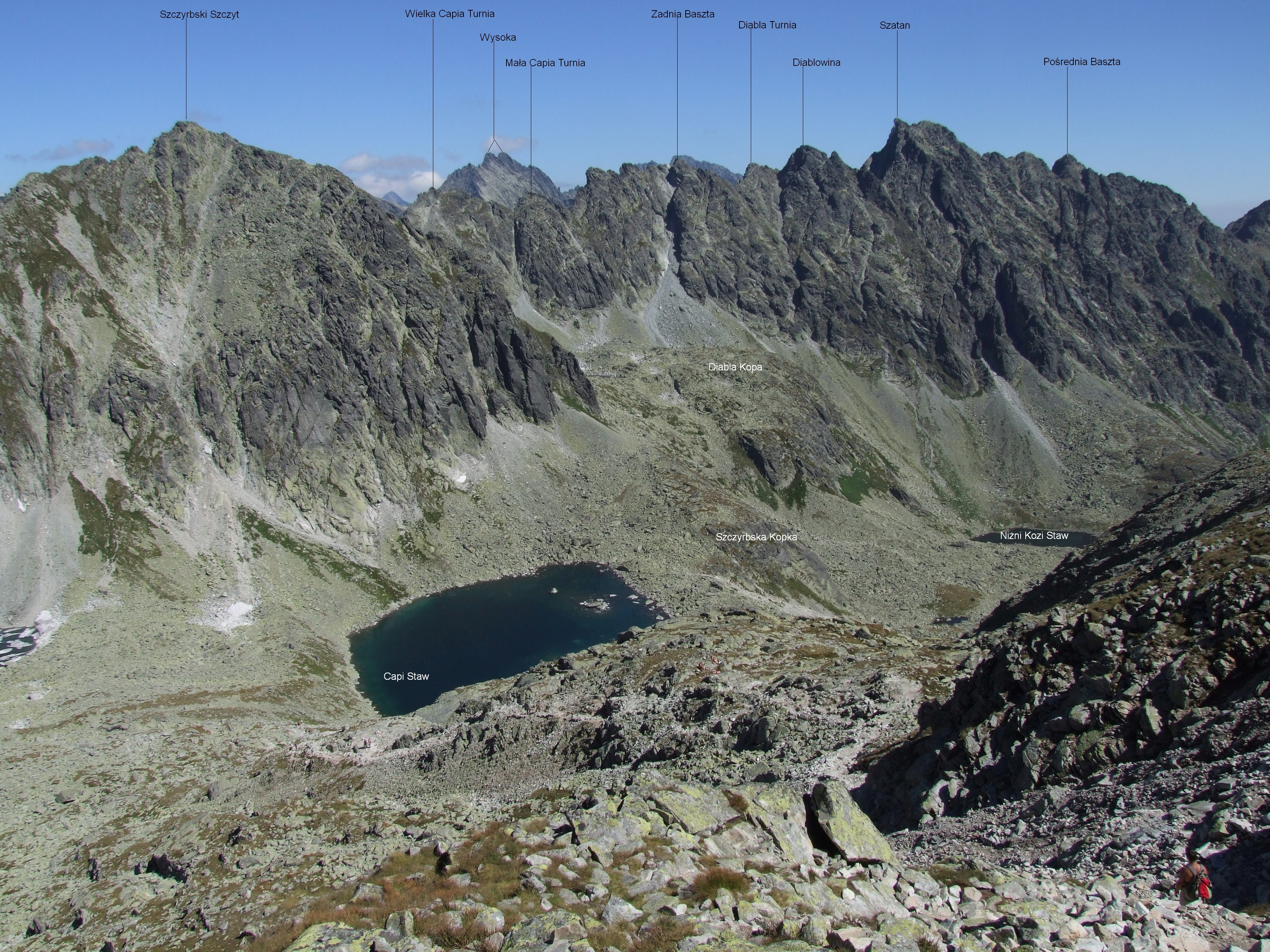
Widok z podejścia na Bystrą Ławkę

Diabla Kopa (ok. 2140 m) – wzniesienie w Dolinie Młynickiej w słowackich Tatrach Wysokich. Znajduje się na przedłużeniu piarżystego wału wyrastającego z podstawy północnego wierzchołka Zadniej Baszty. Wał ten tworzy południowe ograniczenie Koziego Kotła (Młynicki Kocioł). Wznosi się nad jego dnem na około 30 m. Do głównej części doliny opada urwistymi ściankami.
Nazwę utworzył Władysław Cywiński w 14 tomie przewodnika wspinaczkowego Grań Hrubego. Nawiązał nazwą do diabelskiego nazewnictwa w Grani Baszt. Związane jest ono z legendami o ukrytych w Szatanim Żlebie cennych kruszcach. Powtarzające się zjawisko spadania pojedynczych kamieni, związane ze znaczną kruchością skał, przypisywane było siłom nieczystym, zrzucającym głazy na poszukiwaczy diabelskich skarbów.